# دلیری (آلبوم سلین دیون)
دلیری (به انگلیسی: Courage) دوازدهمین آلبوم استودیویی انگلیسی زبان از هنرمند اهل کانادا سلین دیون است. این آلبوم در ۱۵ نوامبر ۲۰۱۹ توسط کلمبیا رکوردز منتشر شد. این اولین آلبوم انگلیسی زبان دیون پس از آلبوم عاشقی‌ات به من جان دوباره داد (۲۰۱۳) است.
این آلبوم به رتبه یک بیلبورد ۲۰۰ رسید و به اولین آلبوم رتبه یک دیون پس از ۱۷ سال تبدیل شد. همچنین در رتبه یک کانادا، سوئیس و بلژیک قرار گرفت. دلیری به ده رتبه برتر در بسیاری از کشورها از جمله بریتانیا، انگلستان و فرانسه قرار گرفت.

## فهرست ترانه‌ها
| نسخه استاندارد | نسخه استاندارد          | نسخه استاندارد |
| شماره          | نام                     | مدت            |
| -------------- | ----------------------- | -------------- |
| ۱.             | «پرواز بر روی خودم»     | ۳:۳۱           |
| ۲.             | «عاشقان هرگز نمی‌میرند»  | ۲:۵۱           |
| ۳.             | «دوباره عاشق شدن»       | ۳:۵۱           |
| ۴.             | «دراز کشیدن»            | ۳:۵۸           |
| ۵.             | «دلیری»                 | ۴:۱۴           |
| ۶.             | «نقص‌ها»                 | ۳:۵۹           |
| ۷.             | «ذهن من رو عوض کن»      | ۳:۰۱           |
| ۸.             | «بگو آره»               | ۳:۳۲           |
| ۹.             | «هیچ‌کس تماشا نمی‌کند»    | ۳:۱۲           |
| ۱۰.            | «تعقیب»                 | ۳:۴۹           |
| ۱۱.            | «برای عاشقی که گم کردم» | ۲:۵۴           |
| ۱۲.            | «عزیزم»                 | ۳:۳۴           |
| ۱۳.            | «قوی تر خواهم شد»       | ۳:۲۷           |
| ۱۴.            | «چطور اینجا اومدی»      | ۴:۲۱           |
| ۱۵.            | «حالا به ما نگاه کن»    | ۳:۱۸           |
| ۱۶.            | «خداحافظ عالی»          | ۳:۲۸           |
| مجموع مدت:     | مجموع مدت:              | ۵۷:۰۰          |